# بادخورک معمولی
بادخورک معمولی (نام علمی: Apus apus)، پرنده‌ای میان‌جثه از راسته بادخورک‌سانان و تیره بادخورکان است که شباهت بسیاری به چلچله یا چلچله دمگاه‌سفید دارد. با این حال هیچ ارتباطی با این دو گونه پرندهٔ گنجشک‌سان ندارد. شباهت میان این پرندگان به دلیل فرگشت همگرا است که به دلیل روش زندگی یکسان آن‌ها پدید آمده است. باور بر این است که نزدیک‌ترین خویشاوندان بادخورک‌های معمولی مگس‌مرغهای بر جدید و بادخورک‌های درختی جنوب غرب آسیا هستند. بادخورک‌های معمولی به جز هنگام لانه‌سازی، باقی زندگی خود را در آسمان می‌گذراند و از حشرات گرفتارشده در آسمان تغذیه می‌نمایند؛ همچنین، در آسمان آب می‌نوشند و اغلب مواقع در کنار هم جفت می‌شوند و با تکیه بر بال‌های یکدیگر می‌خوابند. برخی از این بادخورک‌ها تا ۱۰ ماه، اوقات خود را در آسمان سپری می‌نمایند. هیچ پرنده‌ای به این میزان زندگی خود را در پرواز طی نمی‌کند. حداکثر سرعت افقی آنها ۱۱۱/۶ کیلومتر در ساعت است. این پرندگان در طول زندگی میلیون‌ها کیلومتر مسافت را در آسمان می‌پیمایند.

## ویژگی‌های ظاهری

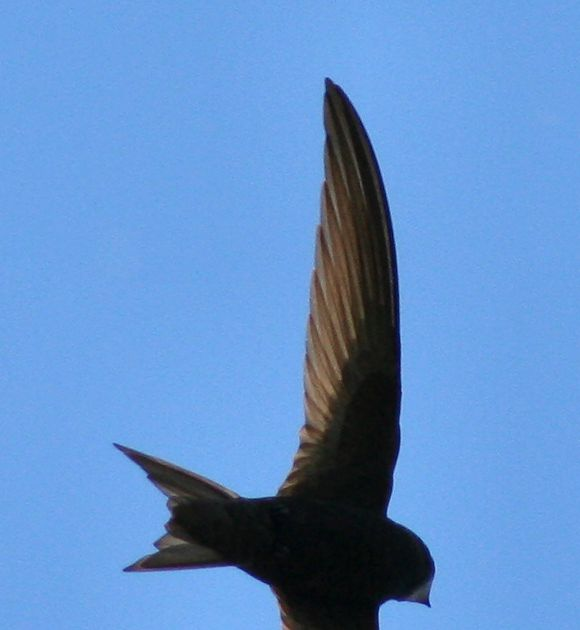
بادخورک معمولی در حال پرواز با بالهای بلند

این پرنده در حدود ۱۶–۱۷ سانتی‌متر طول دارد و طول بال‌های آن ۳۸–۴۰ سانتی‌متر است. بدن این پرنده با رنگ‌های مشکی پوشیده شده است و دارای پاهای کوچکی است. هنگامی که پر و بال آن تمیز و تازه است، یکدست دودی به نظر می‌آید، ولی هنگامی که پر و بال قدیمی دارد قهوه‌ای مایل به خاکستری تیره دیده می‌شود. رنگ پر و بال به شدت و شرایط نور نیز بستگی دارد.
بادخورک معمولی بر روی گلو لکهٔ گرد و سفیدی دارد که رنگش متغیر است و گاه نمی‌توان آن را تشخیص داد. تضادی در روتنه دیده نمی‌شود ولی در زیرتنه، پرهای داخل پرواز اندکی کمرنگ‌تر از پرهای بدن و پوشش بال است. دم این پرنده دوشاخه و عمیق است. به دلیل شبات ظاهری، با پرستوی دودی اشتباه می‌شود و از سایر پرستوها به واسطهٔ اندازه و شکل بدن و نداشتن لکهٔ سفید دمگاه تشخیص‌پذیر است.
شکل آن شبیه پرستو است اما بادخورک کمی بزرگتر از پرستو اروپایی است. بال‌ها در مقایسه با بدن بلند هستند و هنگام جمع شدن به راحتی شکل داسی شکل دیده می‌شود. دم آن نسبتاً کوتاه و چنگالی است. از نظر ظاهری، نر و ماده را نمی‌توان تشخیص داد. پرها به جز وصله گلو به رنگ سفید مایل به خاکستری، دوده ای تا مشکی مایل به قهوه‌ای دارند که در هنگام پرواز دیدن آن را دشوار می‌کند. از جلو صورت گرد به نظر می‌رسد. چشم‌ها نسبتاً بزرگ و عنبیه قهوه‌ای تیره است. نوک کوچک و سیاه کمی به سمت پایین خم شده است. پاهای کوتاه به رنگ گوشتی مایل به سیاه دارند. چهار انگشت پا به پنجه‌های تیز ختم می‌شوند.

## پرواز
هیکل و جثهٔ بادخورک پرواز سریع و چابک با سر خوردن روی هوا را امکان‌پذیر می‌کند، که در آن بال‌ها تقریباً به صورت افقی کشیده می‌شوند و فقط کمی به سمت پایین خم می‌شوند. بادخورک‌های معمولی همچنین می‌توانند در حرارت شدید حرکت کنند، اما به‌طور معمول فازهای فلپ و لغزش با طول‌های مختلف متناوب می‌شوند. همچنین با کج شدن مکرر در اطراف محور طولی مشخص می‌شود، که در طی مراحل سر خوردن در نقاطی پراکنده می‌شود. در ارتباط با پیچ و تاب‌های معمولی، این می‌تواند این تصور را ایجاد کند که فلپ زدن بال‌ها ناهمزمان است. بادخورک‌ها حتی در منحنی‌های تنگ پرواز نیز سرهای خود را به حالت افقی نگه می‌دارند تا بتوانند همیشه محیط خود را با جهت‌گیری ثابت درک کنند. به منظور جلوگیری از کاهش بیشتر ارتفاع، فلاپینگ در طول پرواز با هواپیما پراکنده می‌شود، که می‌تواند از ۰٫۵ تا ۲۲ ثانیه طول بکشد، متوسط مدت حدود ۴ ثانیه است. فرکانس بال زدن معمولاً بین ۷ تا ۸ بال زدن در ثانیه است. در حالی که معمولاً ۲۰ تا ۵۰ کیلومتر در ساعت پرواز می‌کنند، در پروازهای پرقدرت به ۴۰ تا ۱۰۰ کیلومتر در ساعت می‌رسیم در بازی‌های پرواز بیش از ۲۰۰ کیلومتر در ساعت است. حیواناتی که شب را در هوا می‌گذرانند به‌طور متوسط ۲۳ کیلومتر در ساعت پرواز می‌کنند. بهترین رابطه بین مصرف انرژی و مسافت پیموده شده برای پرندگان مهاجر با سرعت متوسط حدود ۳۲ کیلومتر در ساعت است.
بادخورک‌های معمولی شکل بال‌ها را با شرایط پرواز سازگار می‌کنند. بال‌های کاملاً کشیده بهترین پرواز با سرعت پایین و تا ۶۰ درصد فاصله بیشتر از موقعیت اصلی را امکان‌پذیر می‌کنند. بال‌های جمع شده برای پرواز با سرعت زیاد و دورهای سریع استفاده می‌شوند. اگر بال‌ها در موقعیت دیگری قرار داشته باشند، در غیر این صورت نمی‌توانند فشار باد را تحمل کنند.

## زیستگاه
بادخورک معمولی در جاهایی همچون سقف یا زیر لبهٔ شیروانی ساختمان‌ها و شکاف صخره‌ها یا سوراخ درختان آشیانه می‌سازد. این پرنده به جاهای گرم کوچ می‌کند و در تابستان‌ها در ایران به تعداد فراوان حضور دارد.

## حکم فقهی گوشت بادخورک
مؤسسه موضوع‌شناسی احکام فقهی پس از ذکر مشخصات بادخورک معمولی که پرنده‌ای است اجتماعی که همیشه در پرواز است و پروازی سریع و مشخص دارد، حکم گوشت آن را حرام دانسته است.

## نگارخانه

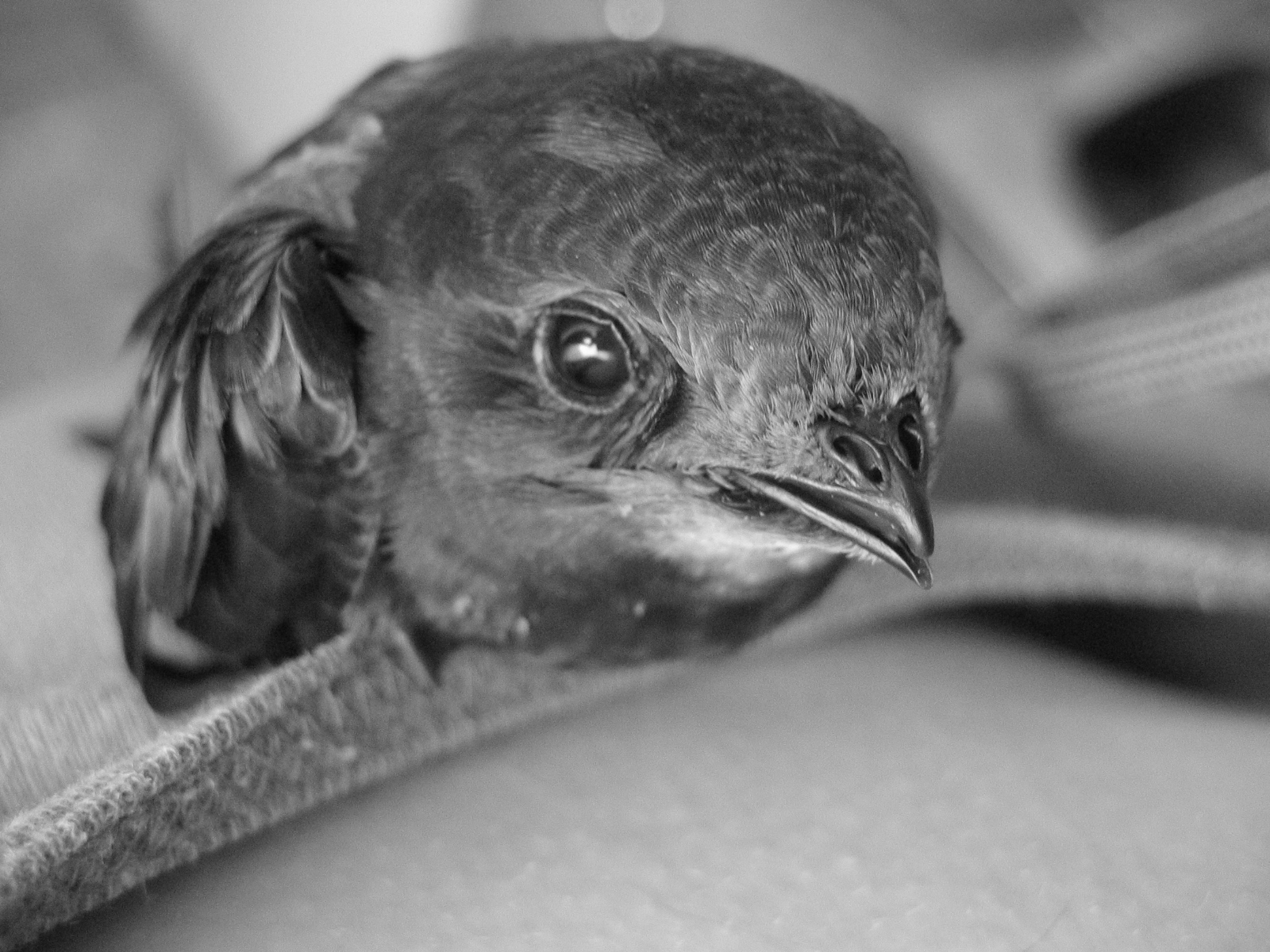
پرنده جوان
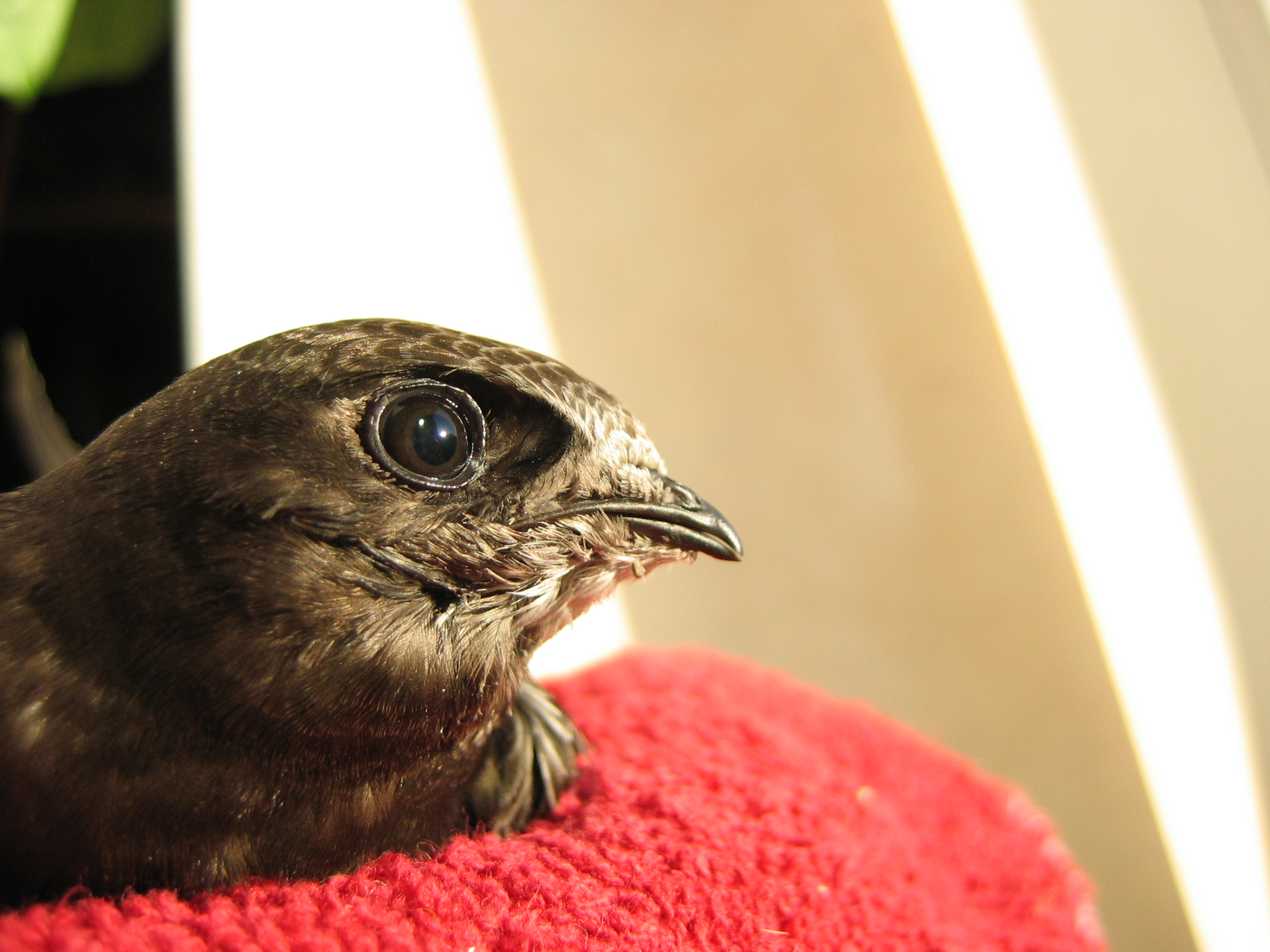
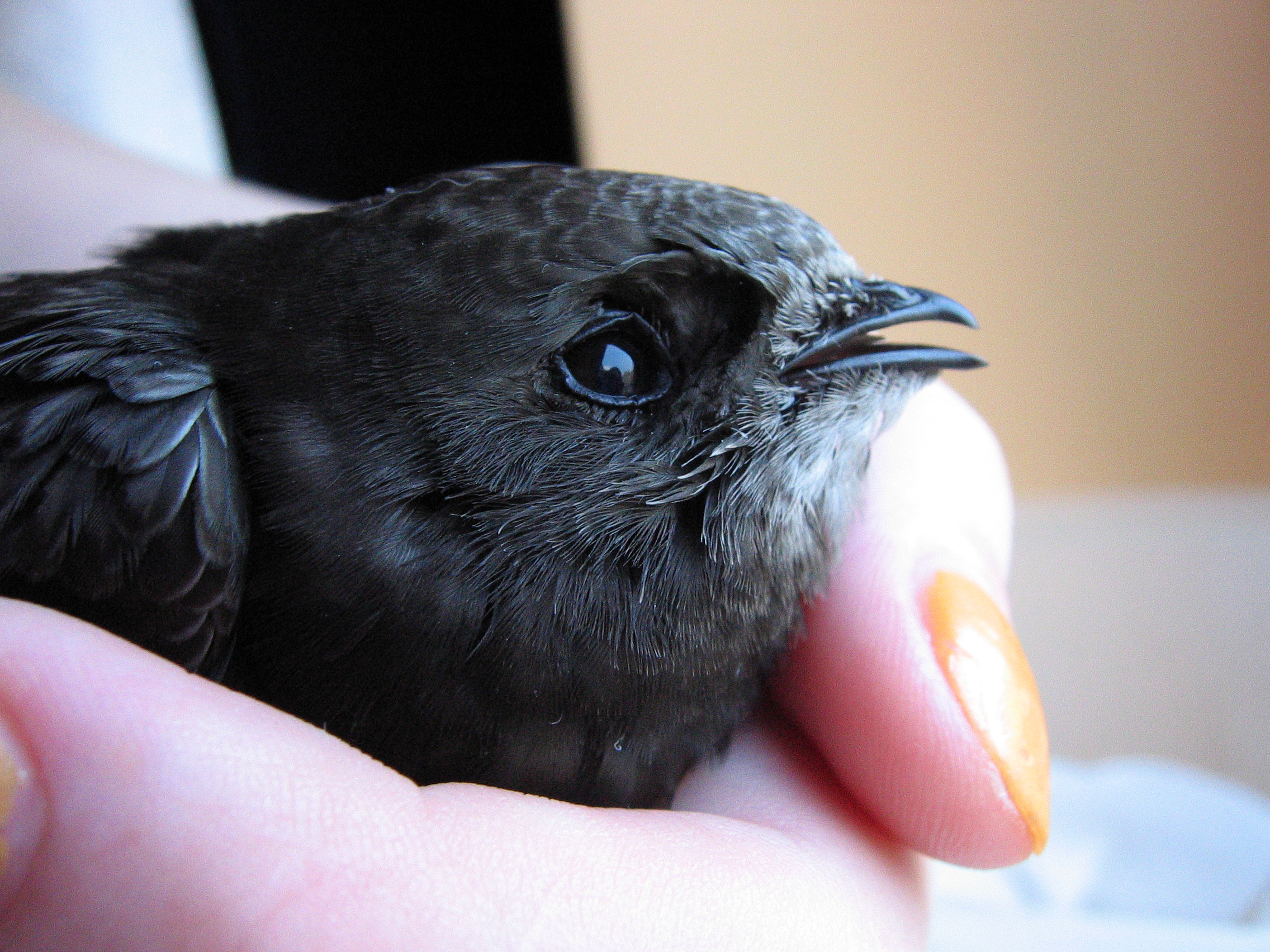
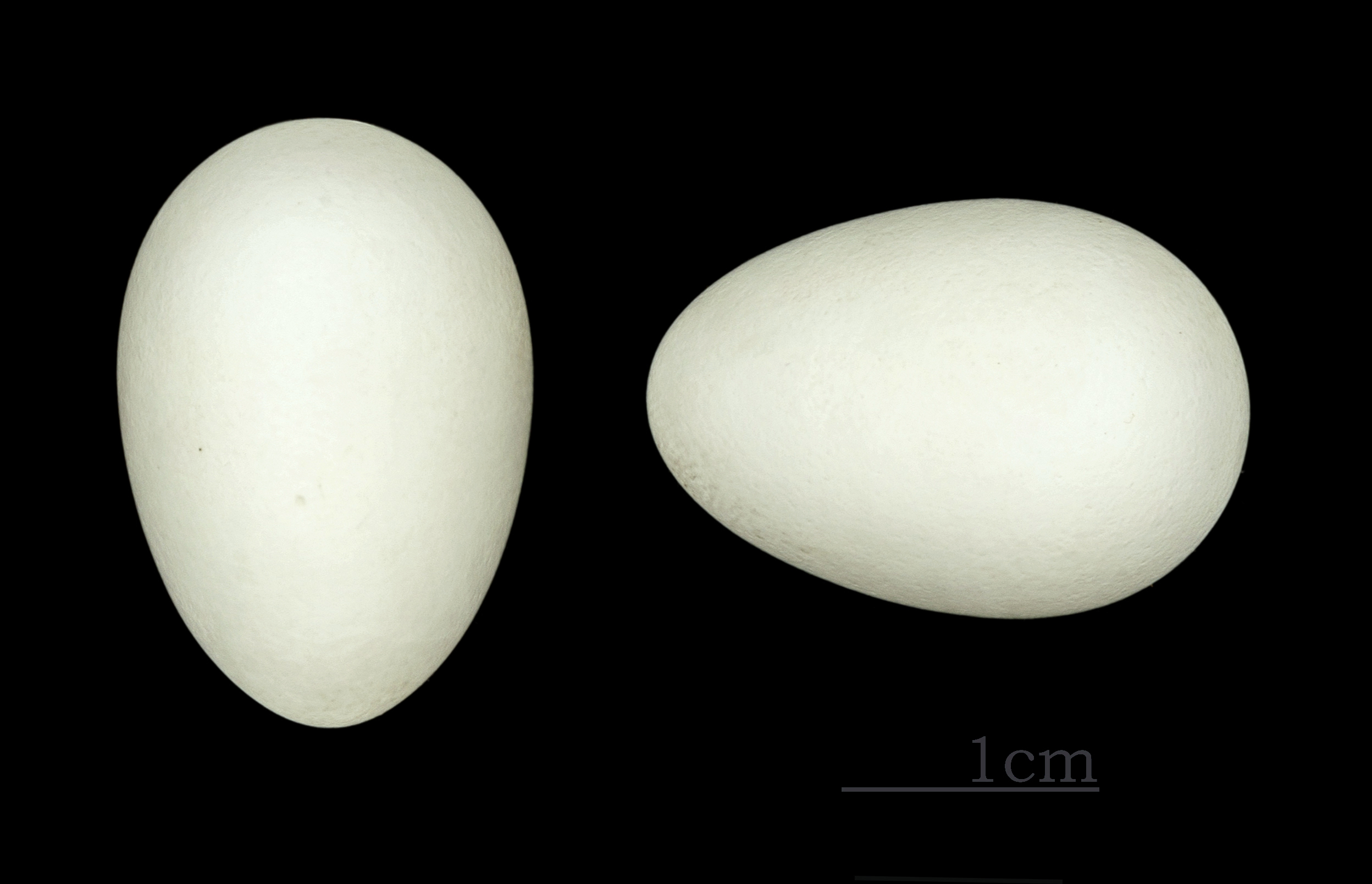

- ویدئوی مبارزه دو بادخورک بر سر تصاحب یک جعبه آشیانه